# Faiza Hussain
La Dra. Faiza Hussain, más tarde dado el nombre en clave Excalibur, es un personaje ficticio que aparece en los cómics estadounidenses publicados por Marvel Comics. Faiza fue creada por el escritor Paul Cornell, dibujada por primera vez por Leonard Kirk. Apareciendo por primera vez en Captain Britain y MI: 13 # 1 (mayo de 2008), Faiza Hussain se usa como el "personaje de punto de vista" del título.

## Caracterización
Cornell ha sido ayudado en el desarrollo de este personaje por un panel de mujeres musulmanas: Mona Bayoumi, Safiya Sayed Baharun, Farida Patel y Sohere Roked.
Faiza Hussain, originalmente escrita en los primeros guiones como "Faisa", lleva el nombre del excapitán de críquet de Inglaterra Nasser Hussain y, aunque es un personaje musulmán británico, el creador Paul Cornell ha declarado que no quiere que Faiza sea un pilar para toda la comunidad musulmana británica:

Creo que los superhéroes son demasiado propensos a ser abanderados de comunidades enteras. Paul Cornell

Tampoco quería que ella dijera nada religioso hasta que se encontrara en una situación en la que una persona religiosa común lo haría y la alejó de los clichés normales asociados con los personajes musulmanes.

## Biografía ficticia
Faiza Hussain es la única hija de una familia de ascendencia pakistaní que vive en Chelmsford en Essex. Una doctora en medicina musulmana con sede en Londres y fanática de un superhéroe británico, Faiza inicialmente se ve atrapada en la invasión Skrull mientras realiza una clasificación en el campo de batalla mientras el ataque Skrull ocurre a su alrededor. Mientras atiende a los heridos, junto con el Caballero Negro, Faiza Hussain es golpeada por un arma láser Skrull, esta arma aparentemente le da poderes a Faiza que usa para ayudar al Caballero Negro a defenderse de más Skrulls.
Después de la derrota de los Skrulls, Faiza Hussain se convirtió en la portadora de Excalibur, y se unió a MI:13 como lugarteniente del Caballero Negro. Cuando Drácula atacó el Reino Unido, atacó personalmente a la familia de Faiza, hiriendo a su madre mientras secuestraba a su padre y enviaba fuerzas para atacar a los miembros de MI:13. A raíz del ataque, Pete Wisdom dedujo que el objetivo del ataque era mantener a Faiza (y Excalibur) fuera de la batalla. Le da a Faiza el nombre en clave "Excalibur" porque quiere que Drácula y sus fuerzas escuchen y sepan que la mítica espada sigue siendo una parte activa de MI:13.
Durante la historia de Imperio Secreto, Faiza aparece como miembro de los Campeones de Europa junto a Ares, Capitán Britania, Guillotine, Outlaw y Peregrino. Junto a Chica Ardilla y Enigma, los Campeones liberan París, Francia, de una fuerza de invasión de Hydra.

## Poderes y habilidades
Faiza Hussain es una doctora capacitada, y parece tener un amplio conocimiento de la población sobrehumana. Aunque era un personaje sin poder en el primer número, Paul Cornell declaró que el (los) poder (es) de Faiza se manifestarían durante los primeros números de Captain Britain y MI: 13. En el número 2 esto sucedió, cuando Faiza Hussain mostró un nivel extremo de control sobre los organismos biológicos; fue capaz de desmontar un cuerpo humano en sus partes mientras mantenía vivo al sujeto y detuvo una horda de Skrulls impidiendo que sus cuerpos pudieran moverse. Se ve que usa estos poderes no solo en organismos vivos, sino también en otros tipos de materiales (como la ropa del Caballero Negro). El alcance y la clasificación de estos poderes aún no se han revelado, pero Caballero Negro los describió como puramente defensivos.
En una sesión de preguntas y respuestas, Cornell describió sus poderes:

Puede abrir un cuerpo con seguridad, ver qué le pasa y ordenarlo en un nivel subatómico. Esto tiene el efecto secundario de detener en seco a los cambiadores de forma como Skrulls (y a cualquier otra persona que sepa lo que es bueno para ellos). Tiene problemas para hacer esto con los seres mágicos.

El control de Faiza sobre los organismos biológicos no funciona en ningún personaje o ser imbuido de magia.
Ella también empuña la espada Excalibur.

## Otras versiones
En el crossover Age of Ultron, Faiza Hussain adopta brevemente el manto del Capitán Britania de Brian Braddock en caso de que muriera luchando contra Ultron.
Esta versión del personaje regresa en dos partes de Secret Wars, Captain Britain y Mighty Defenders. Si bien se refiere a sí misma como la Capitana Britania, no recuerda qué, dónde o quién es "Gran Britania" debido a la reciente destrucción del Multiverso.

## En otros medios

### Videojuegos
- Faiza aparece en el juego de Facebook Marvel Avengers Alliance como un personaje jugable.